# Unibol Pernambuco Futebol Clube
L'Unibol Pernambuco Futebol Clube és un club de futbol brasiler de la ciutat de Paulista a l'estat de Pernambuco.

## Història
El club va ser fundat el 12 de desembre de 1996. Guanyà el campionat de Pernambuco de segona divisió l'any 1998.

## Palmarès
- Segona Divisió del campionat pernambucano:
  - 1998

## Estadi
L'Unibol Pernambuco Futebol Clube juga a l'Estadi Ademir Cunha amb capacitat per a 7.000 espectadors.